# Vinton (Virginie)
Pour les articles homonymes, voir Vinton.
Vinton est une ville du Comté de Roanoke en Virginie. Sa population était de 8 059 habitants selon le recensement de 2020. Vinton fait partie de la région métropolitaine de Roanoke (en)  et de la région de Roanoke (en) en Virginie.

## Histoire
À la fin du XVIIIᵉ siècle, des colons commencèrent à s'installer dans la région. En 1797, la famille Gish y établit une minoterie sur Glade Creek, et la localité prit le nom de Gish's Mill (en). Avec l'expansion du chemin de fer dans la vallée de Roanoke, Gish's Mill devint un arrêt sur la ligne de l'Atlantic, Mississippi and Ohio Railroad (en). À la fin des années 1870 et au début des années 1880, la famille Gish mena un mouvement visant à créer une ville autour de la gare.
Une réunion publique fut organisée en 1883 pour discuter de l'incorporation de la localité. Finalement, en 1884, la région fut officiellement incorporée sous le nom de Vinton.

## Personnalités liées à la commune
- David Huddleston, acteur